# John Kenrick (storico)
John Kenrick (Exeter, 4 febbraio 1788 – York, 7 maggio 1877) è stato uno storico e traduttore inglese.

## Biografia
Figlio del pastore unitariano Timothy Kenrick e della sua prima moglie Mary, si laureò all'Università di Glasgow nel 1810, coronando una carriera di studi piena di riconoscimenti. In quello stesso anno diventò tutor all'Harris Manchester College.
Nel 1819, si prese un anno sabbatico e insegnò storia all'Università Georg-August di Gottinga. L'anno successivo, tornò a York e si diede alla traduzione di opere in tedesco, fra cui la Grammatica latina di August Wilhelm Zumpt, la Introduzione alla composizione in prosa greca di Valentin Rost e Ernst Friedrich Wüstemann e la Grammatica greca di August Heinrich Matthiae.
Dal 1840 al 1850, fu professore di storia al Manchester College. Fra i suoi allievi, si ricordano John James Tayler, James Martineau e George Vance Smith.
È sepolto al Cimitero di York.

## Libri
- (EN)   The Egypt of Herodotus, Londra, B. Fellowes, 1841, ISBN non esistente.
- (EN)   Ancient Egypt under the Pharaohs, Londra, B. Fellowes, 1850, ISBN non esistente.
- (EN)   Phoenicia, Londra, B. Fellowes, 1855, ISBN non esistente.